# Монисто

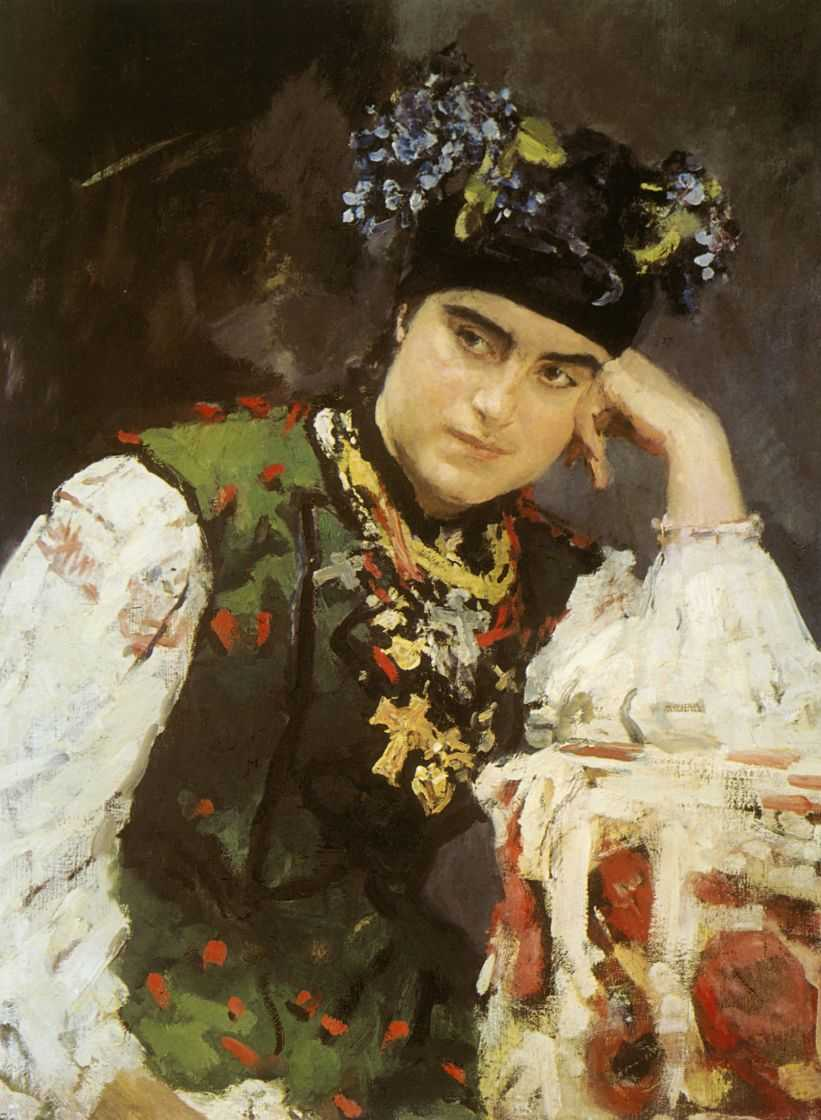
В. А. Серов, Портрет С. М. Драгомировой с классическим монистом на шее.

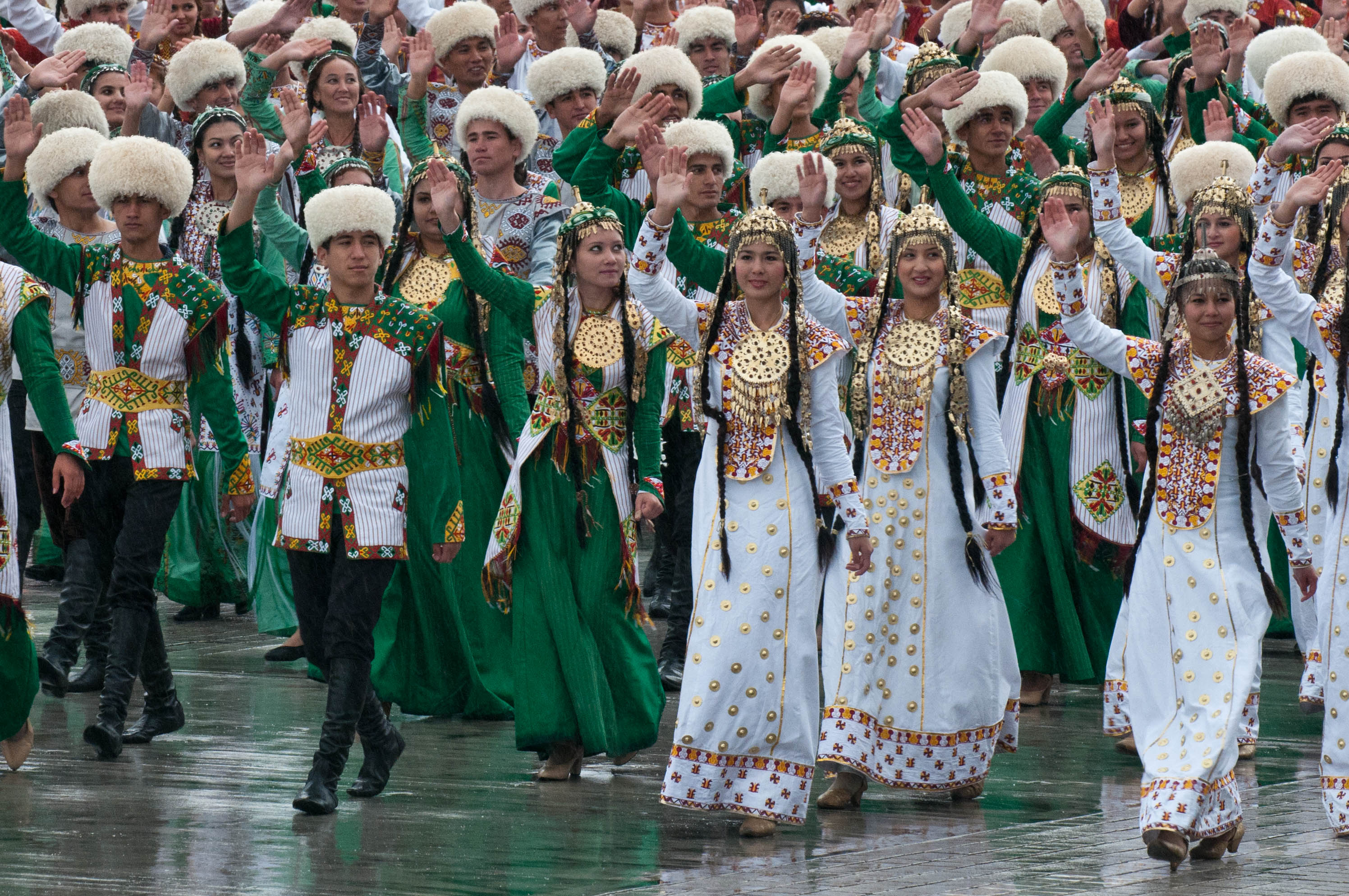
Мониста у туркменок, 27 октября 2011 года.

Мони́сто — традиционное женское нашейное украшение из жемчуга, монет, бляшек, бисера, бус, обработанных разноцветных камней, кораллов и так далее, которое указывало на социальный статус его носительницы.
Монисто, изготовленное из золота, серебра, драгоценных камней являлось, как и все драгоценности, так называемым неприкосновенным запасом, «на всякий случай» находящимся при владелице.

## Этимология
Слово произошло от праиндоевропейского корня *monī-, означающего «шея» (от этого же корня происходят древнеиндийское слово mаnуā — «затылок» и английское mane — грива).

## История
Древнейшее шейное украшение, состоящее из цепочки или шнура с крестами и монетами, в виде ожерелья. В летописях и старинных грамотах монисто упоминается обыкновенно при именах женщин. Путешественники из Западной Европы, гостившие в России царских и имперских времён, писали в своих воспоминаниях, что «на шее славянки носят больше денег, чем стоит весь их дом».
Так, умирая, в феврале 1340 года Иван Калита завещал Ульяне с «меньшими детьми» города и сёла, а также золото, оставшееся после покойной Елены:

А что золото княгини моее Оленине, а то есмь дал дочери своей Феотиньи, 14 обручи и ожерелье матери её, монисто новое, что есмь сковал…
Около XVI века в России мониста и гривны перешли в простые вышивные украшения.
Применяется в основном женщинами различных народов и народностей мира, в виде ожерелья на одежде, для её украшения (декорирования) как плоская металлическая фурнитура.
Бывает самой разнообразной формы.